# Egipto en los Juegos Olímpicos de París 2024
Egipto estuvo representado en los Juegos Olímpicos de París 2024 por un total de 150 deportistas, 97 hombres y 53 mujeres, que compitieron en 24 deportes.
Los portadores de la bandera en la ceremonia de apertura fueron el pentatleta Ahmed Elgendy y la halterófila Sara Ahmed.

## Medallistas
El equipo olímpico egipcio obtuvo las siguientes medallas:
| Nombre           | Deporte           | Competición         |
| ---------------- | ----------------- | ------------------- |
| Oro              |                   |                     |
| Ahmed Elgendy    | Pentatlón moderno | Individual M        |
| Plata            |                   |                     |
| Sara Ahmed       | Halterofilia      | 81 kg F             |
| Bronce           |                   |                     |
| Mohamed El-Sayed | Esgrima           | Espada individual M |